# Morti nell'873
| Questa pagina contiene informazioni ricavate automaticamente dalle voci biografiche con l'ausilio del template Bio e di un bot. L'aggiornamento è periodico e automatico e ricostruisce completamente la pagina. Se manca una persona in questa lista, sei pregato di non aggiungerla, ma accertati piuttosto che la sua voce biografica contenga il template Bio e che i dati anagrafici siano correttamente compilati. Se il template Bio manca, inseriscilo tu stesso o, in alternativa, metti l'avviso {{tmp\|Bio}} che ne segnala la mancanza. Se i dati riportati sono sbagliati, correggi direttamente la voce biografica; le modifiche saranno visibili in questa lista entro pochi giorni. Per chiarimenti vedi il progetto biografie. La lista contiene solo le 9 persone che sono citate nell'enciclopedia e per le quali è stato implementato correttamente il template Bio. Pagina aggiornata al 27 gen 2025. |

- 14 maggio - Adalwin di Salisburgo, arcivescovo tedesco
- 1º agosto - Taculfo di Turingia, nobile tedesco
- 22 agosto - Ildebrando, vescovo italiano
- 4 ottobre - Rodrigo di Castiglia, conte
- Al-Kindi, musicista, astrologo e matematico arabo
- Guglielmo I, vescovo italiano
- Vímara Peres, militare portoghese
- Rodulf Haraldsson, condottiero norreno
- Hunayn ibn Ishaq, medico, traduttore e filosofo siro (n. 808)